# کوه گوگه
کوه گوگه (به لاتین: Gughe) یک کوه در اتیوپی است که در Semien Omo Zone واقع شده‌است. کوه گوگه ۴٬۲۰۰ متر بالاتر از سطح دریا واقع شده‌است.